# 加藤泰久
加藤泰久（日语：加藤 泰久，4月28日—），日本男性動畫師、人物設計師、動畫演出家、動畫導演。O型血。

## 來歷
大阪府出生，後搬到北海道生活，其後前往東京發展。早年在遊戲業界圖像業和插畫業發展，後才進入動畫業界。現為自由身。近年主要參加ufotable的動畫製作。

## 作品列表

### 電視動畫
- 幽☆遊☆白書（原畫）
- 魔法騎士（原畫）
- VR快打（原畫）
- 怪盜Saint Tail（原畫）
- MAZE☆爆熱時空（原畫）
- 南海奇皇（日语：南海奇皇）（原畫）
- Generator Gawl（日语：ジェネレイターガウル）（原畫）
- 魯邦三世：瓦爾薩P38（日语：ルパン三世 ワルサーP38）（原畫）
- 傀儡師左近（OP&ED作畫）
- 袖珍女侍小梅（原畫）
- 高機動幻想 ～嶄新之行軍歌～（日语：ガンパレード・マーチ 〜新たなる行軍歌〜）（原畫）
- 東京喵喵（原畫）
- 鈴鐺貓娘（原畫）
- 妄想代理人（原畫）
- 2x2 忍傳（日语：ニニンがシノブ伝）（原畫、OP原畫）
- Fate/stay night（原畫）
- 十兵衛 -心形眼罩的秘密-（作畫監督）
- 迷糊女戰士（作畫監督、作畫監督補佐）
- 星界的戰旗（作畫監督）
- Sweet Valerian（日语：スウィート・ヴァレリアン）（作畫監督）
- BLACK LAGOON（作畫監督）
- 笑園漫畫大王 THE ANIMATION（人物設定[3]、作畫監督）
- EREMENTAR GERAD -蒼空之戰旗-（分鏡、演出）
- 嬉皮笑園Dash！（作畫監督）
- 乃木坂春香的秘密（OP原畫）
- RIDEBACK（ED原畫）
- 乃木坂春香的秘密 Purezza♪（OP原畫）
- 奇蹟少女KOBATO.（作畫監督）
- WORKING'!!（料理設計、作畫監督、作畫監督補佐、原畫、ED原畫）
- 宇宙兄弟（原畫）
- Fate/stay night [Unlimited Blade Works[錨點失效]]（配角設定、作畫監督、作畫監督補佐、原畫）
- 噬神者（作畫監督、原畫）
- 熱情傳奇 The X（作畫監督、原畫）
- NEW GAME！（OP原畫）
- WWW.WORKING!!（道具設定、作畫監督、作畫監督補佐、原畫）

### OVA
- 特捜戦車隊（日语：ドミニオン (漫画)#特捜戦車隊ドミニオン）（原畫）
- GATCHAMAN（原畫）
- Idol Project（日语：アイドルプロジェクト）（原畫）
- 傀儡的你（原畫）
- 貓湯（原畫）
- 校園外星人（作畫監督）
- 漫畫派對Revolution（作畫監督）
- 童話槍手小紅帽（OP作畫監督）
- HAPPY★LESSON（人物設定、作畫監督）
- 超昂天使Escalayer（作畫監督補佐）
- ToHeart2系列
  - OVA ToHeart2（導演、人物設定）
  - ToHeart2ad（導演補佐、人物設定）
  - ToHeart2 adplus（導演補佐、人物設定）
  - ToHeart2 adnext（人物設定）
- 軟綿綿三國志突刺吧！小呂布子（原畫）
- BLACK LAGOON Roberta's Blood Trail[[[Wikipedia:格式手册/链接#章節|錨點失效]]]（演出、作畫監督）

### 電影動畫
- 劇場版 Fate/stay night UNLIMITED BLADE WORKS（作畫監督）
- 古城荊棘王 -King of Thorn-（原畫）
- 魔法少女姐妹悠悠和寧寧（總作畫監督、原畫）
- 謝謝你，在世界角落中找到我（原畫）

### 遊戲
- 銀河少女警察（人物設定、原畫）
- 快刀亂麻（日语：快刀乱麻 (ゲーム)）系列
  - 快刀亂麻（原畫）
  - 快刀亂麻 雅（日语：快刀乱麻 雅）（人物設定協力）
- 漫畫派對PORTABLE（OP動畫分鏡&演出）
- Fullani（動畫人物設定、作畫監督）
- GOD EATER2（作畫監督、原畫）

## 腳註

## 外部連結
- （日語）－（舊）加藤泰久的官方個人部落格（2011年6月7日的檔案館）。
- （日語）－加藤泰久的官方個人部落格。